# Phoradendron brachystachyum
Phoradendron brachystachyum är en sandelträdsväxtart som först beskrevs av Dc., och fick sitt nu gällande namn av August Wilhelm Eichler. Phoradendron brachystachyum ingår i släktet Phoradendron och familjen sandelträdsväxter. Inga underarter finns listade i Catalogue of Life.